# 雄国山麓古墳群
雄国山麓古墳群（おぐにさんろくこふんぐん）は、福島県喜多方市にある、4基の古墳からなる古墳群。

## 概要
方墳1基と前方後方墳3基からなる。古墳時代前期の築造とみられ、同じ会津盆地に存在する一箕古墳群や宇内青津古墳群を造った豪族に次ぐ第三の勢力が築造したとみられる。

## 古墳
- 深沢古墳
- 田中・舟森山古墳
- 十九壇古墳
- 観音森古墳